# Norwegian Air International
Norwegian Air International (codi IATA: D8; codi OACI: IBK; indicatiu: NORTRANS) és una aerolínia de baix cost noruega. Creat el febrer de 2014, opera Boeing 737-800 i Boeing 737 MAX 8 amb servei regular a Europa. Des del 2017, també ofereix serveis entre Europa i destinacions a la costa est dels Estats Units, incloent Nova York i Rhode Island.